# أغسطس شيل
أغسطس شيل (بالإنجليزية: Augustus Schell)‏ هو محامي أمريكي، ولد في 1 أغسطس 1812 في قرية رينبك في الولايات المتحدة، وتوفي في 27 مارس 1884 في نيويورك في الولايات المتحدة بسبب اعتلال الكلية.